# 오키나와현 제4구
오키나와현 제4구(일본어: 沖縄県第4区)는 일본의 중의원 선거구이다. 

## 역사
2002년 공직선거법 개정으로 신설되었으며, 오키나와현의 선거구 중 가장 최근에 생겨난 선거구이다.

## 지역
- 미야코지마시
- 이시가키시
- 이토만시
- 도미구스쿠시
- 난조시
- 미야코군
- 야에야마군
- 시마지리군 일부

오키나와섬 남부와 사키시마 제도를 관할한다.

## 역대 국회의원
| 선거          | 선거          | 의원              | 정당       |
| ------------- | ------------- | ----------------- | ---------- |
|               | 2003년 제43회 | 니시메 고자부로   | 자유민주당 |
| 2005년 제44회 |               | 니시메 고자부로   | 자유민주당 |
|               | 2009년 제45회 | 즈케란 죠빈       | 민주당     |
|               | 2012년 제46회 | 니시메 고자부로   | 자유민주당 |
|               | 2014년 제47회 | 나카자토 도시노부 | 무소속     |
|               | 2017년 제48회 | 니시메 고자부로   | 자유민주당 |
| 2021년 제49회 |               | 니시메 고자부로   | 자유민주당 |

## 역대 선거 결과

### 2017년 (제48회)
|  | 50.51% |

|  | 46.63% |

|  | 2.86% |

## 같이 보기
- 오키나와현 선거구